# Oligoneuriella
Oligoneuriella is een geslacht van haften (Ephemeroptera) uit de familie Oligoneuriidae.

## Soorten
Het geslacht Oligoneuriella omvat de volgende soorten:
- Oligoneuriella bicaudata
- Oligoneuriella duerensis
- Oligoneuriella kashmirensis
- Oligoneuriella keffermuellerae
- Oligoneuriella marichuae
- Oligoneuriella orontensis
- Oligoneuriella pallida
- Oligoneuriella polonica
- Oligoneuriella rhenana
- Oligoneuriella skoura
- Oligoneuriella tskhomelidzei